# 기후운동

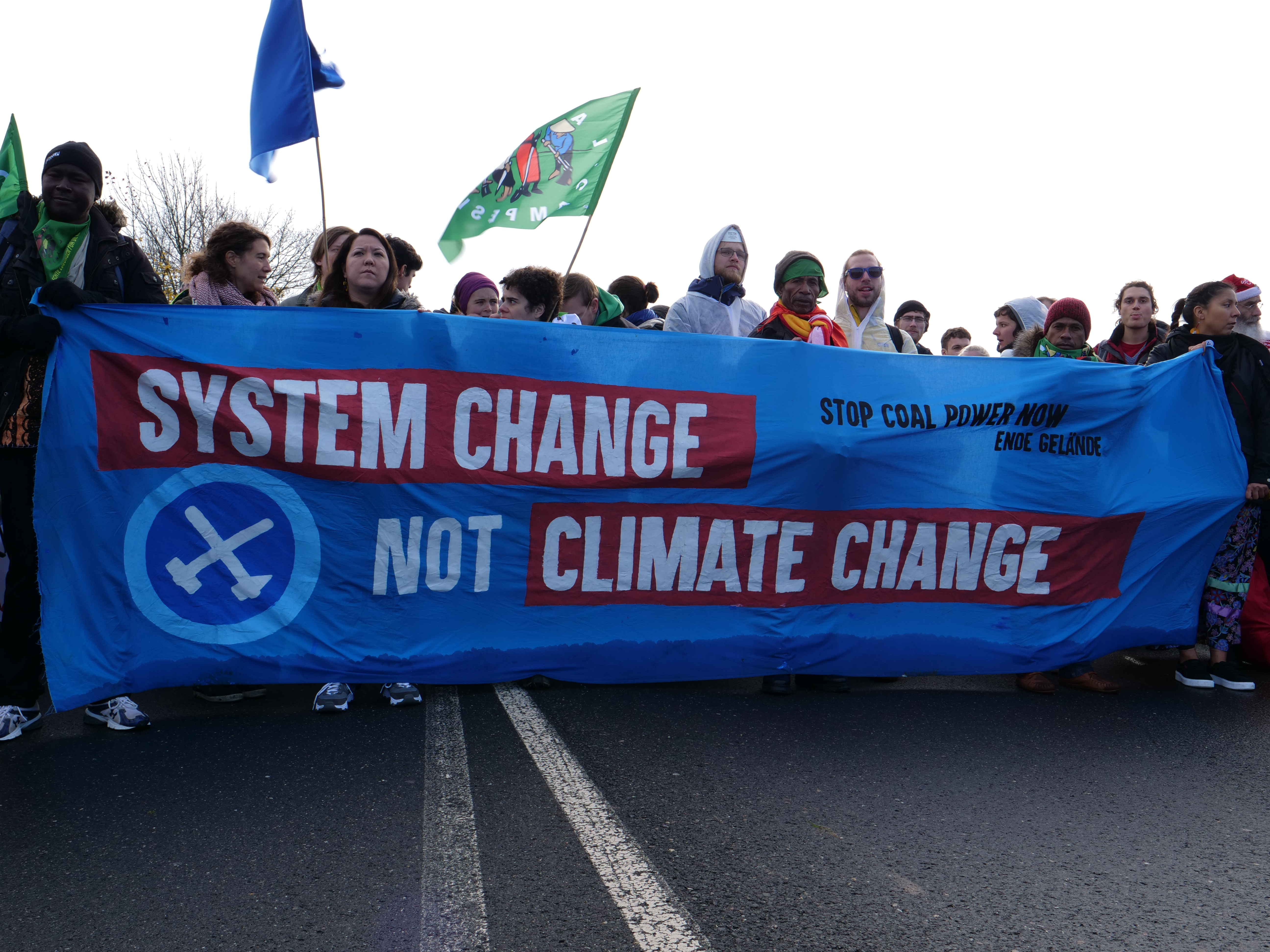
독일 엔데 겔랑드 2017에서 열린 '기후변화가 아닌 시스템 변화' 배너

기후운동(Climate movement)은 정부와 업계가 기후 변화의 원인과 영향을 해결하기 위한 조치(또한"기후행동")를 취하도록 압력을 가하는 데 초점을 맞춘 글로벌 사회 운동이다. 환경 비영리 단체는 UUN기후변화에 관한 유엔 기본 협약(UNFCCC)에 영향을 미치기 위해 1980년대 후반과 1990년대 초반부터 중요한 기후 활동에 참여해 왔다. 기후 운동은 시간이 지남에 따라 점점 더 두드러지고 있으며, 2009년 코펜하겐 정상회의, 특히 2016년 파리 협정 (2015년) 서명 이후 상당한 추진력을 얻었다.
환경단체들은 피플스 클라이밋 마치스(People's Climate Marches) 등 다양한 활동을 펼치고 있다. 주요 행사는 프라이데이스 포 퓨처(Fridays For Future)와 어스 스트라이크(Earth Strike)가 주최한 2019년 9월의 글로벌 기후 파업이었다. 목표는 9월 23일 유엔이 주최한 기후 행동 정상회의에 영향을 미치는 것이었다. 주최측에 따르면 9월 20일 파업에는 400만 명이 참여했다. 청소년 행동주의와 참여는 2019년 그레타 툰베리가 시작한 '미래를 위한 금요일' 파업이 성장한 이후 이 운동의 발전에 중요한 역할을 했다. 2019년 멸종 반란은 "2025년까지 탄소 배출량을 0으로 줄이고, 도로를 막는 것을 포함하여 진행을 감독할 시민 의회를 만들 것"을 요구하는 대규모 시위를 조직했다.

## 역사
1970년대 초부터 기후 운동가들은 기후 변화와 다른 환경 문제에 관해 더 효과적인 정치적 행동을 요구해 왔다. 1970년 지구의 날은 지구상의 모든 생명체의 보호를 요구하는 최초의 대규모 환경 운동이었다. 지구의 친구들 단체도 1970년에 설립되었다.
기후 변화와 관련된 행동주의는 1980년대 후반에 주요 환경 단체들이 기후와 관련된 논의에 참여하기 시작하면서, 주로 UNFCCC 틀을 중심으로 지속되었다. 이전에는 환경 단체들이 주로 국내 차원에서 활동한 반면, 점점 더 국제적인 캠페인에 참여하기 시작했다.
가장 큰 초국가적 기후 변화 연합인 기후 행동 네트워크는 1992년에 설립되었다.그 주요 구성원은 그린피스, WWF, 옥스팜 그리고 지구의 친구들을 포함한다. 두 개의 주요 연합인 Climate Justice Now! 와 Climate Justice Action은 2009년 코펜하겐 정상회담에 앞서 설립되었다.
2006년에서 2009년 사이에 기후 변화에 반대하는 캠페인과 다른 영국 단체들은 정부가 기후 변화를 해결하기 위해 더 진지한 시도를 하도록 장려하기 위해 일련의 시위를 벌였다.
코펜하겐에서 개최된 2009년 유엔 기후변화 협약 당사국 총회는 기후운동이 대규모로 동원력을 발휘하기 시작한 최초의 UNFCCC 정상회의였다. 제니퍼 해든에 따르면, 코펜하겐 정상회의를 앞두고 2009년 UNFCCC에 등록된 신규 NGO의 수가 급증하였다. 12월 12일 코펜하겐에서 열린 기후에 관한 글로벌 합의를 촉구하는 행진에 4만~10만 명이 참석하였다. 행동주의는 코펜하겐을 넘어 전 세계적으로 5,400개 이상의 집회와 시위가 동시에 진행되었다.
2019년, 대부분이 젊은 층이었던 활동가들은 기후 변화의 악화되는 영향을 다루기 위한 국제적이고 정치적인 행동의 부족을 비판하기 위해 세계적인 기후 파업에 참여했다. 스웨덴 출신의 19세 활동가인 그레타 툰베리는 이 운동의 인물 책임자가 되었다.

## 방법들
기후 옹호자들과 옹호 캠페인들이 과거에 사용했던 몇 가지 접근법들이다: 
기후 운동가들은 위험한 급진주의자로 묘사되기도 하지만, 진정으로 위험한 급진주의자들은 화석 연료의 생산을 증가시키고 있는 국가들이다.
안토니우 구테흐스 유엔 사무총장, 2022
- 정보의 제공,

- 지구 기후 변화의 양상에 대한 정보의 프레이밍과

- 정치적 논쟁의 측면에 이의를 제기데이터와 다른 사실을 제시하는 것은 사람들에게 기후 변화를 완화하기 위한 행동을 하도록 동기를 부여하는 데 다른 사람들의 기후 관련 행동을 보여주는 데 관련된 재정적 인센티브와 사회적 압력보다 덜 효과적이다.[15]스스로 보고한 지구 온난화에 대한 의견 변화의 가장 강력한 요인은 공화당의 인지, 다른 사람들.이 지구 온난화의 영향을 경험하는 것을 보는 것, 지구 온난화에 대해 더 많이 배우는 것이었다.[16]

이 세 가지 방법은 모두 일반 대중을 대상으로 하는 기후 캠페인에서 구현되었다. 다른 접근법(예: GCC에 대한 해결책에 대한 정보 제공, 합의 형성, 기계적 정보의 사용)의 효과는 아직 대부분 알려져 있지 않지만 지구 기후 변화의 영향에 대한 정보는 기후 신념, 태도 및 행동을 형성하는 역할을 한다. 세 번째 접근법은 종종 정치적 논쟁을 지배하는 경제적 이해 관계의 질문을 넘어 생태학적 가치와 풀뿌리 민주주의를 강조하는 논의의 공간을 만드는 것이다. 이것은 더 중요한 구조적 변화를 가져오는 데 결정적이라고 주장되어 왔다. "오염 종결"라는 슬로건을 가진 아놀드 슈왈제네거와 같은 일부 정치인들은 활동가들이 기후 행동의 건강상의 이익에 초점을 맞추어 낙관론을 생성해야 한다고 말한다.

### 기후불복종
참고 항목: 엔데 겔랑데 2016, 엔데 겔랑데 2017, 엔데 겔랑데 2018, 엔데 겔랑데 2019, 멸종 반란
기후불복종은 정부의 기후정책을 비판하기 위한 시민불복종의 일종이다. 2008년 미국의 기후운동가 팀 데크리스토퍼는 유타주에 위치한 미국 토지관리국의 석유 및 가스 임대 경매에서 입찰자로 포즈를 취했고, 경매에서 낙찰 받아 지불을 어겼으며, 21개월 동안 투옥되었다. 2015년 9월에는 워싱턴주 에버렛에서 델타 5로 알려진 기후운동가 5명이 석유열차를 방해했다. 재판에서 Delta 5는 더 큰 피해를 방지하기 위해 법을 위반하는 필요성 변호가 허용되었다. 증언 후, 판사는 필요성 변론의 근거가 충족되지 않았다고 판단하고 배심원들에게 필요성 변론에서 인정된 증언을 무시하라고 지시했다. Delta 5는 무단 침입으로 벌금을 물었지만 더 심각한 혐의에 대해서는 무죄 판결을 받았다.
판사가 기후 필요성 방어를 받아들인 첫 사례는 2018년 3월 27일 메리 앤 드리스콜 판사가 2016년 매사추세츠주 보스턴에서 열린 시위에서 민사 혐의로 기소된 피고인 13명 전원에게 무죄를 선고한 것이다.

### 비상사태 선포
추가 정보: 기후 비상 사태 선언

빙산 끝에 발이 묶인 채 물길 아래 지구로 변신한 괴로워하는 북극곰의 예술작품. 가스레인지의 불길 위에서 끓는 물이 담긴 냄비에 지구가 잠겼다.

비상사태를 제정하는 것은 현실 세계, 즉 법적 효과를 공식화한 비상사태를 선언하는 것과 이와 관련된 인공적인 목적을 위해 인간 활동의 신속한 보완적인 대규모 변화를 가능하게 하거나 보장하는 것의
두 가지 요소로 구성될 수 있다. 현재까지 많은 정부가 때때로 잠정적인 텍스트 형식의 "선언" 형태로 인류가 본질적으로 기후 비상사태 상태에 있다는 것을 인정했다.
2021년 11월 그레타 툰베리는 다른 기후 운동가들과 함께 유엔에 지구 기후 비상 3단계를 선언할 것을 요구하는 청원서를 제출하기 시작했다. 이는 기후 위기에 대한 대응을 국제적 차원에서 조정할 특별 팀의 창설로 이어져야 한다. 최소한 코로나19 범유행에 대한 대응만큼이나 강력한 대응을 해야 한다.
국가 안보 부문이 배출 제로 경제를 구축하고 탈탄소를 제정하기 위해 전 세계적인 기후 비상 노동력과 자원을 동원하는 개발에 독특한 역할을 할 수 있을 것으로 제안되었다.
논평가들과 기후동원은 전쟁 경제 규모의 자원 동원 및 관련 예외적이거나 효과적인 조치들을 제안했다.

### 기후 정의에 중점
주요 기사: 기후 정의
자연 환경에 대한 영향에 대한 집중에서 벗어나, 최근 몇 년 동안 사람들은 의사 결정자들에게 모든 사람을 위한 공평한 완화 전략으로 나아갈 것을 요구했다. 기후 정의는 일부 지역과 인구가 다른 지역보다 기후 변화에 더 취약하다는 것을 인정하고, 기후 해결책을 다루는데 있어서 우리는 "존재하는 취약성, 자원 및 능력"을 고려해야 한다. 호주 환경 단체의 800개 웹 사이트와 문서에 대한 연구는 분배 정의, 절차 정의, 인식 정의, 관계 정의, 세대 간 정의 및 변형 정의를 포함한 기후 정의의 6가지 다른 차원을 확인했다.
미국에서는 기후 정의 동맹과 같은 조직이 회복력 있는 경제와 공동체의 목표를 향해 노력하면서 일선 공동체의 목소리를 통합하는 작업을 통해 "인종, 성별, 계층"을 해결의 중심에 둔다.

### 법적 조치
주요기사 : 기후변화 소송
일부 국가에서는 기후 변화의 영향을 받는 사람들이 주요 온실 가스 배출자들을 고소할 수도 있다. 시에라 클럽과 같은 비정부 기구뿐만 아니라 팔라우와 이누이트와 같은 전체 국가와 국민들이 소송을 시도했다. 투자자 소유의 석탄, 석유 및 가스 회사는 기후 관련 인권 침해에 대해 법적 및 도덕적 책임을 질 수 있다. 소송은 종종 폴란드 석탄 유틸리티 및 독일 자동차 제조업체를 고소한 그린피스와 같은 기관을 통해 노력과 자원의 집합적 풀링을 통해 수행된다.
일부 기상 사건이 구체적으로 지구 온난화 때문이라는 것을 증명하는 것이 가능해졌으며, 지구 온난화로 인한 다른 사건의 위험성 증가를 보여주는 방법론이 개발되었다.
과실(또는 이와 유사한)에 대한 법적 조치가 성공하려면, "원고들은 ... 아마도 그렇지 않을 것이지만, 그들의 개인적인 부상이 다른 어떤 원인과는 반대로, 문제의 위험 요소에 의해 야기되었다는 것을 보여주어야 한다. 이것은 때때로 최소한 두 가지의 상대적 위험에 대한 요구로 번역된다." 기후 변화가 에베레스트 산과 같은 세계 문화 유산에 영향을 미친다는 것을 보여줄 수 있다면, (법적으로 거의 물리지는 않지만) 또 다른 경로는 세계 문화 유산 협약이다.

### 각국 정부
서로 소송하는 국가 외에도 한 국가의 사람들이 자국 정부를 상대로 법적 조치를 취한 경우도 있다.
네덜란드와 벨기에에서는, 우르젠다 재단과 벨기에의 클리마아트자크와 같은 단체들도 그들의 정부가 그들이 동의한 배출 감소량을 충족하지 못한다고 생각하여 그들의 정부를 고소했다. 우르젠다는 이미 네덜란드 정부를 상대로 그들의 소송에서 이겼다.
2021년 독일 최고 헌법 재판소는 정부의 기후 보호 조치가 미래 세대를 보호하기에 불충분하며, 정부가 기후 보호법을 개선하기 위해 2022년 말까지 해야 한다고 판결했다.
Held v. Montana 사건은 2023년 6월 12일 미국에서 처음으로 재판에 회부된 헌법상의 기후관련 소송이었다. 이 사건은 당시 2세에서 18세 사이의 몬태나주 청소년 주민 16명이 2020년 3월에 제기한 것인데, 이들은 주정부가 화석연료 산업을 지원하는 것이 기후변화가 그들의 삶에 미치는 영향을 악화시켜 현재와 미래 세대를 위한 몬태나주의 깨끗하고 건강한 환경에 대한 권리를 부인했다. 제9조:Art. IX, § 1,몬태나주 헌법이 요구하는 바와 같이, 2023년 8월 14일, 주 법원 판사는 청소년 원고들의 손을 들어주었지만, 주정부는 이 결정에 항소할 것임을 시사했다.

### 회사
2021년 5월, 헤이그 지방법원은 Milieudefensie et al v Royal Dutch Shell에서 Royal Dutch Shell에 대해 2030년 말까지 전 세계 탄소 배출량을 2019년 대비 45% 감축할 것을 명령했다.

### 화석연료의 매각
이 섹션은 화석 연료 매각에서 발췌한 내용입니다.
화석연료의 매각 또는 화석연료의 매각과 기후 솔루션에 대한 투자는 화석연료의 추출과 관련된 기업과 관련된 주식, 채권, 기타 금융상품을 포함한 자산의 제도적 매각을 위해 사회적, 정치적, 경제적 압력을 행사함으로써 기후변화를 감소시키려는 시도이다.
화석연료 매각 운동은 2011년 학생들이 행정부에 화석연료 산업에 대한 기부금 투자를 기후변화로 가장 큰 영향을 받는 청정에너지와 지역사회에 대한 투자로 전환할 것을 촉구하면서 시작되었다. 2012년에는 메인주에 있는 유니티 칼리지가 화석연료로부터 기부금을 매각한 최초의 고등교육 기관이 되었다.
화석연료에 반대하는 매각 운동은 화석연료 금융을 둘러싼 논의를 다른 시각으로 비추었다. 은행과 투자자들은 화석연료 부문이 장기적으로 실행 가능한지에 대해 점점 더 의문을 제기하고 있다. 이러한 투자 철회 운동은 화석연료에 낙인을 찍고 있고, 화석연료의 지속적인 사용에 대한 불확실성을 높임으로써 화석연료 자산의 재무적 바람직성을 감소시키고 있기 때문이다. 화석연료의 추출, 탐사, 채굴은 모두 자본 집약적인 활동이기 때문에 이들의 재무적 위험을 둘러싼 불확실성은 투자를 감소시킬 수 있다. 만약 자본의 공급이 감소하거나 자본의 비용이 상승한다면, 화석연료 프로젝트는 결국 비경제적이 될 것이다. 이는 화석연료 회사들의 가치 평가를 하락시켜 시장에서 퇴출시킬 것이다.
화석연료 매각 캠페인의 주요 근거는 화석연료의 배출이 지구 기후 변화의 주요 원인이기 때문에 화석연료와 관련된 활동에 대한 투자로 이익을 얻는 것은 비윤리적이라는 것이다. 350.org 의 Go Fossil Free 캠페인과 같은 화석연료 매각 캠페인은 투자자들에게 그들이 어떤 화석연료 회사에 투자할지도 모르는 모든 새로운 투자를 즉시 동결함으로써 매각할 것과 향후 5년 안에 화석연료 공개 주식과 회사채와 같은 직접 소유권과 혼합 펀드를 매각할 것을 호소하고 있다.
화석연료 매각 캠페인은 크게 세 가지 목적을 가지고 있다. 그 중 하나는 전 세계 정부가 탄소세를 포함한 법을 시행하거나 화석연료의 더 이상의 시추를 금지하도록 압력을 가하는 것이다. 두 번째 목적은 본질적으로 탄소 집약적이지 않은 에너지 공급 형태로 전환함으로써 화석연료 회사가 회사에 혁신적인 변화를 만들도록 압력을 가하는 것이다. 세 번째 목적은 화석연료 회사에 의해 발생하는 탄소 노출에 관한 한 투명성을 확보하고 또한 전 세계 정부가 화석연료 추출을 제한하는 데 적극적인 역할을 하도록 압력을 가하는 것이다.
따라서 화석 연료 매각 캠페인은 화석 연료 산업의 성장과 생존에 필요한 모든 것을 삭감하려고 한다. 여기에는 이 산업이 운영되기 위해 필요한 사회적 라이선스, 화석 연료 산업이 성장하고 생존하기 위해 필요한 정치적 라이선스, 그리고 화석 연료 산업의 생존과 생존을 지원하는 재정적 투자가 포함된다. 이 캠페인은 또한 배출량을 제한하기 위해 정부가 그들의 역할을 하도록 압력을 가하려고 한다. 이 캠페인에서 캠페인 참가자들은 공공 기관들이 화석 연료 산업의 명성을 더럽히고 산업이 가진 힘에 도전하는 주요 목적을 위해 항상 이 화석 연료 산업과 관계를 유지하도록 요구한다. 따라서 이 캠페인 참가자들은 화석 연료 회사에 절실히 필요한 자본을 굶기고 이 산업이 가지고 있는 기반 시설과 영향력을 모두 제거하기를 원한다.
매각 캠페인은 과거에 다양한 사회 정의 문제에 사용되었다. 예를 들어, 매각 캠페인은 아파르트헤이트, 이스라엘 및 수단 기간 동안 남아프리카 공화국에 대한 투자를 중단하고 담배 산업에 반대하기 위해 시작되었다. 가장 최근에는 매각 캠페인이 사립 교도소와 화석 연료 산업에 초점을 맞추고 있다. 이러한 매각 요청은 다양한 결과로 많은 관심을 받았다.
화석연료 매각 캠페인의 좋은 소식은 그들의 전략이 효과적일 수 있다는 것이다. 2000년 이후 화석연료 매각 약속이 증가했기 때문이다. 2000년부터 2015년까지 전 세계 33개국에서 경험한 바와 같이 이러한 매각 약속은 가스와 석유 분야로 자본의 이동을 줄이는 결과를 가져왔다. 여러 나라에서 가스와 석유 매각 약속이 증가하는 것도 매각 캠페인의 영향이라는 연구 결과가 나왔다. 기후변화를 자국에 대한 위협으로 인식하는 정권들은 더 엄격한 환경 정책을 펴기도 했다.
화석 연료 매각은 실제로 지난 몇 년 동안 주목할 만한 주목을 받았다. 그것은 프린지 아이디어에서 현재 약 14.5조 달러의 가치가 있는 운동으로 변모했다. 그것은 천 개가 넘는 기부금, 연금 계획 및 주요 투자자들을 약속했다. 그것은 오늘날의 개인 투자자와 기관 투자자들 중 많은 사람들이 환경을 의식하는 펀드로 돈을 돌리게 만들었다.

## 공공환경운동
이 유형의 시민운동은 환경 변화에 도움이 될 수 있는 체계적 변화를 만들기 위한 경로를 만드는 것이 중요하다.이 변화는 상당한 환경 변화를 만드는 방법을 통해 정부 개입할 수 있으며, 상당한 환경 변화를 수반할 수 있는 모든 환경 변화를 통해 정부 개입할 수 있다.다른 전략, 행동, 행동, 시스템은 이러한 환경 변화에 대한 지원 및 시스템은 이러한 환경 변화를 요구하는 경우에 사용된다. 그러나 이 유형의 행동주의 얼굴에 문제가 있다.환경운동의 환경운동에 대한 잠재적 감소와 같은 문제는 환경운동과 이동 간의 환경운동의 목표, 환경운동에 대한 장벽, 다양성에 대한 장벽과 차이가 있다.

### 변화 생성

"기후 변화"를 구글 검색어로 사용하여 측정한 기후 변화에 대한 관심 변화

개인의 자발적 행동주의만으로는 주요한 기후 변화 문제에 실질적인 차이를 만들기에 충분하지 않으며, 체계적인 변화가 그것이다. 캐롤 부스는 "부적절한 법, 정책 및 프로그램을 준수함으로써" 개인의 배출과 기후 변화에 기여하는 유사한 부정적인 행동에 의한 개인의 피해보다 더 큰 도덕적 관심을 가질 것을 강조한다(412쪽). 많은 기후 변화 문제 중 하나인 배출 감소가 긍정적인 환경 영향을 미치는 규모에서 일어나기 위해서는 정부의 조치가 필요할 것이다. 전반적으로, 환경 개혁은 행동주의와 운동에 의해 가장 잘 지지되고 진전된다. 프레더릭 부텔은 그 이유가 환경 행동주의와 운동이 반대 운동 단체에 대항하고 환경 보호와 관련하여 책임을 보장하기 때문이라고 이론화한다.
정부 시스템은 공공 활동가들이 할 수 있는 것, 특히 미국과 유럽 연합과 같은 국가들에서 발견되는 시스템을 형성하고 제약할 수 있다. 제약은 기후 변화 문제에 맞서 싸우는 법안과 다른 중요한 변화를 생산하는 것을 어렵게 만드는 정부 시스템의 제도적 측면에서 비롯된다. 경우에 따라 동원의 진행은 이러한 정부 시스템에서 발견되는 장벽을 통과할 방법을 찾는 활동가들에게 달려 있다. 일반 대중은 특정 결과에 영향을 미친다. "...[L]잠재적인 시민 행동, 사회에 대한 태도, 제도적 성과에 대한 기대의 역사적 패턴은 정치적, 심지어 경제적 결과에 놀라울 정도로 중요한 영향력을 행사할 수 있다(pg. 33). 캘리포니아 정책을 살펴보면 시민 행동주의의 영향력은 정책 및 지역 사회 인사 책임자와 같은 영향력 있고 강력한 구성원들로부터 환경에 유리한 체계적 선택으로 이어지는 것으로 나타났다.
One Earth에 게재된 2023년 리뷰 연구에 따르면 여론 조사에 따르면 대부분의 사람들은 기후 변화가 지금과 가까운 곳에서 일어나고 있다고 인식한다. 이 연구는 기후 변화를 더 멀리 보는 것이 반드시 기후 행동을 덜 초래하는 것은 아니며, 심리적 거리 두기를 줄이는 것이 기후 행동을 안정적으로 증가시키지 않는다고 결론지었다.

### 공공 행동주의의 체계와 행동
공공 환경 행동주의에서는 다양한 전략, 시스템 및 행동이 사용된다. 경제적 입장에 따라 다양한 유형의 공공 행동주의자들은 특정 행동을 사용할 수 없을 수 있다.
에릭 라이트의 사회 변혁 이론은 환경 운동과 라이트의 "변혁 전략"과 관련된 행동주의에서 이러한 운동이 취한 행동을 분석하는 데 사용되었다. 여기에는 현재 시스템을 변경하거나 도전하려는 전략인 "간섭 전략"이 포함되며, 이는 시민들이 더 효율적인 가전 제품 구입과 같은 다른 환경 친화적인 소비자 행동에서 볼 수 있다. "간섭 전략"은 "대립을 통해 현재 시스템을 파괴"한다. 이와 같은 전략은 시위와 저항 시위를 개최하기 위한 환경 운동의 관행과 연결된다. 마지막으로 "공생 전략"은 이익이 아닌 기후의 건강을 우선시하기 위한 정책 추진 및 개혁과 같은 사회 개혁을 통한 협력에 초점을 맞추고 있다. 시민 활동가들이 취하는 다른 유형의 전략은 "인식 구축, 동맹 구축 및 네트워크 기반"이다. 보다 환경적으로 지속 가능한 생활 방식을 살고자 하는 대중의 의지인 "보존 행동"은 선진국과 "개발도상국" 모두에서 점점 더 인기를 얻고 있는 것으로 나타났다. 여전히 개발도상국으로 간주되는 BRIC 국가들에 대한 조사에서, 이들 국가의 환경 운동가들에 의해 행해지고 있는 일이 충분하지 않다고 간주된다면, 시민들은 "기여의 대안적인 형태로서 생활 방식 변화에 대한 노력에 의지"하는 것을 스스로 받아들일 수 있다고 가정한다
미국의 "시민 소송 조항"은 공공 환경 행동주의에서 사용할 수 있도록 접근할 수 있는 시스템의 한 유형이다. 이것들은 많은 주요 미국 환경법에 사용되고, 환경 집행에 중요하며, 공공의 관심과 요구를 입증할 뿐만 아니라 잘못이 있는 기관의 의무 불이행을 방지한다. 또 다른 환경 시스템은 "중국의 환경 불만 시스템"이다. 이 시스템은 환경 문제와 관련하여 시민들이 위반에 대한 보고를 받고 일반적으로 대중이 "환경 문제에 대한 우려와 좌절"을 표현하는 데 사용되며 환경 인식을 촉진하고 대중의 참여를 이끌어내는 데 성공했다(330쪽). 이 연구는 "공공 참여의 역할은 그 안에 내재된 광범위한 관리[시스템]에 크게 의존하며, 환경 행동주의를 [정부]로 전달하는 것이 그 효과에 상당한 영향을 미칠 수 있다"고 제안했다(326쪽).

### 장애물

2022년 퓨 조사에서 거의 절반의 국가에서 온 응답자들은 기후 변화를 조사에서 다섯 가지 위협 중 가장 높은 것으로 평가했다.
공공 행동주의는 정부와 법의 차이뿐만 아니라 경제 발전의 차이로 인해 도전에 직면한다. BRIC 국가들에서는 "친밀한 감시와 검열로 인한 공공 참여 및 사회적 [동원]에 대한 장벽"뿐만 아니라 특히 중국과 러시아의 "환경 [기구]에 대한 신뢰와 회원 감소의 징후"가 있었다. 더 장기적인 환경 담론이 직면하는 문제는 비관심과 무력감으로 인해 공공 활동가 그룹이 변화를 촉진하기 위해 직면하는 장애물로 인용된다. 또한 주류 환경 운동은 "환경 반대 운동에 의해 점점 더 도전받고 있다"(309쪽). 이러한 유형의 운동 사이에는 다른 사람들에게 변화를 제정하도록 영감을 주는 효과적이고 영향력 있는 메시지를 생산하는 장벽뿐만 아니라 많은 다른 목표와 격차도 있다. 이는 모든 환경 그룹이 생산하는 견고하고 광범위한 메시지와 특정 목표를 방지한다.

### 활동가 대상
국내 정보 서비스를 통해 미국 정부는 "국내 테러리스트", 환경 운동가 및 기후 변화 단체를 표적으로 삼았는데, 이는 그들을 조사, 심문하고 그들이 비행기에 탑승하는 것을 더 어렵게 만들고 지역 법 집행 감시를 촉발할 수 있는 국가 "감시 목록"에 포함시켰다. 알려지지 않은 활동가들은 또한 비밀리에 전문 해커들을 고용하여 #ExxonKnew 캠페인을 조직하고 있던 기후 활동가들을 대상으로 피싱 해킹 공격을 시작했다. 2022년 9월 16일, 50명이 넘는 기후 시위자들이 도로를 막은 혐의로 체포되어 영국에서 수감되었는데, 이들 중 많은 사람들은 법정 청문회를 거쳤고, 일부는 보석으로 풀려났다. 단체 "Reviles in Prison Support"의 대변인인 Alice Reid는 이러한 시위자들 중 많은 이들이 활동가가 되기 전에 사법 시스템과 관련이 없는 젊은 성인이라고 주장한다. 2010년대 후반부터 호주의 개인 활동가들은 대중 참여에 반대하는 기업 전략적 소송의 표적이 되었고, 대부분의 주들은 시위자들을 기반 시설이나 장비에 부착시키는 데 사용되는 특정 장치의 사용을 범죄화했을 뿐만 아니라 사업 간섭 또는 무단 침입에 대한 처벌을 증가시켰다. 일부 상황에서 법원은 새로운 법에 따라 제기된 사건을 기각하거나 항소 시 죄수들을 석방했다.

## 활동들

### 2014년 인민 기후 행진

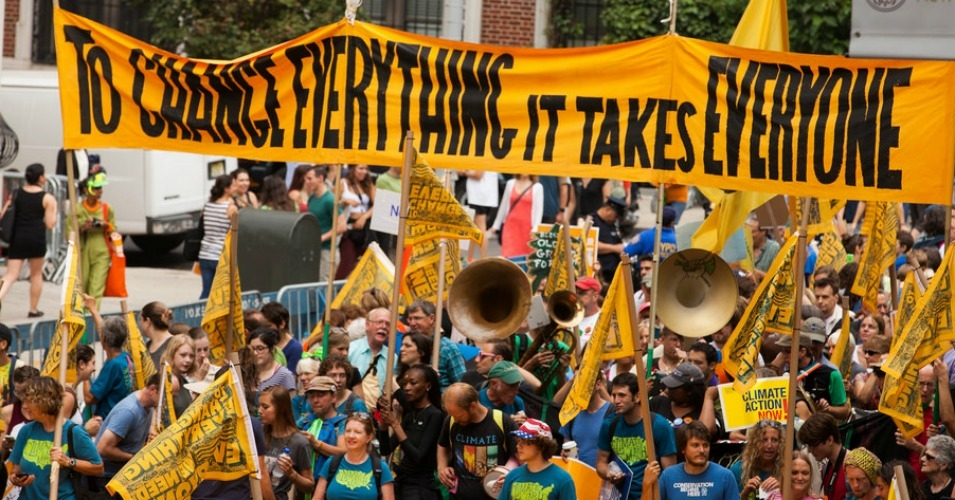
The People's Climate March 2014 brought together hundreds of thousands of people for strong action on climate change.

참고 항목: 인민 기후 행진(2014), 지구 기후 행진(Global Climate March), 인민 기후 행진(2017)
2014년 인민 기후 3월은 기후 변화에 대한 강력한 행동을 위해 수십만 명의 사람들을 모았다.
기후 운동은 2014년 9월 21일에 최대 규모의 단일 행사를 열었는데, 이는 2014년 유엔 기후 정상 회의를 위해 모인 세계 지도자들에게 기후 행동을 요구하기 위해 인민 기후 운동이 조직한 인민 기후 행진 기간 동안 뉴욕에서 40만 명의 활동가들을 동원한 것이다.

### 제도적 기후행동주의
기후 행동주의를 공표한 기관 투자자들의 연합이 있었다. 이러한 계획들은 때때로 300명이 넘는 기관 투자자들(가장 큰 온실 배출자들 중 일부 포함)이 넘는 연합인 Climate Action 100+와 같은 확장적인 집단 노력을 포함한다. 주주의 이익이 그러한 행동에 반대할 것이라는 공통적인 가정에도 불구하고, 기관 행동주의는 드물지 않다.그러나 기후 변화가 세계 경제에 강력한 영향을 미칠 수 있기 때문에 기후 위험을 완화하려는 산업 전반의 노력은 종종 매우 다각화된 회사들의 이익을 위한 것이다.

### 기후 동원
주요기사 : 기후동원
2014년 이후, 특히 미국에서 기후 운동의 성장하는 부분은 탄소 배출을 빠르게 줄이고 자유 시장이 허용하는 것보다 더 빠르게 100% 청정 에너지로 전환하는 목표로 제 2차 세계 대전 동안 미국 내무 전선의 동원 규모에 따라 기후 변화에 대한 국제 경제적 대응을 위해 조직되어 왔다. 2015년과 2016년 내내, 기후 동원은 이러한 규모의 야망을 위해 미국에서 풀뿌리 캠페인을 이끌었고, 2016년 7월, 활동가들은 2차 세계 대전 규모의 기후 동원을 요구하는 텍스트를 민주당의 국가 정강에 채택하는 데 성공했다. 2015년 8월, 환경 운동가 빌 맥키벤은 신 공화국에서 미국인들을 모아 "기후 변화와의 전쟁을 선언하라"는 기사를 발표했다

### 기후를 위한 학교 파업

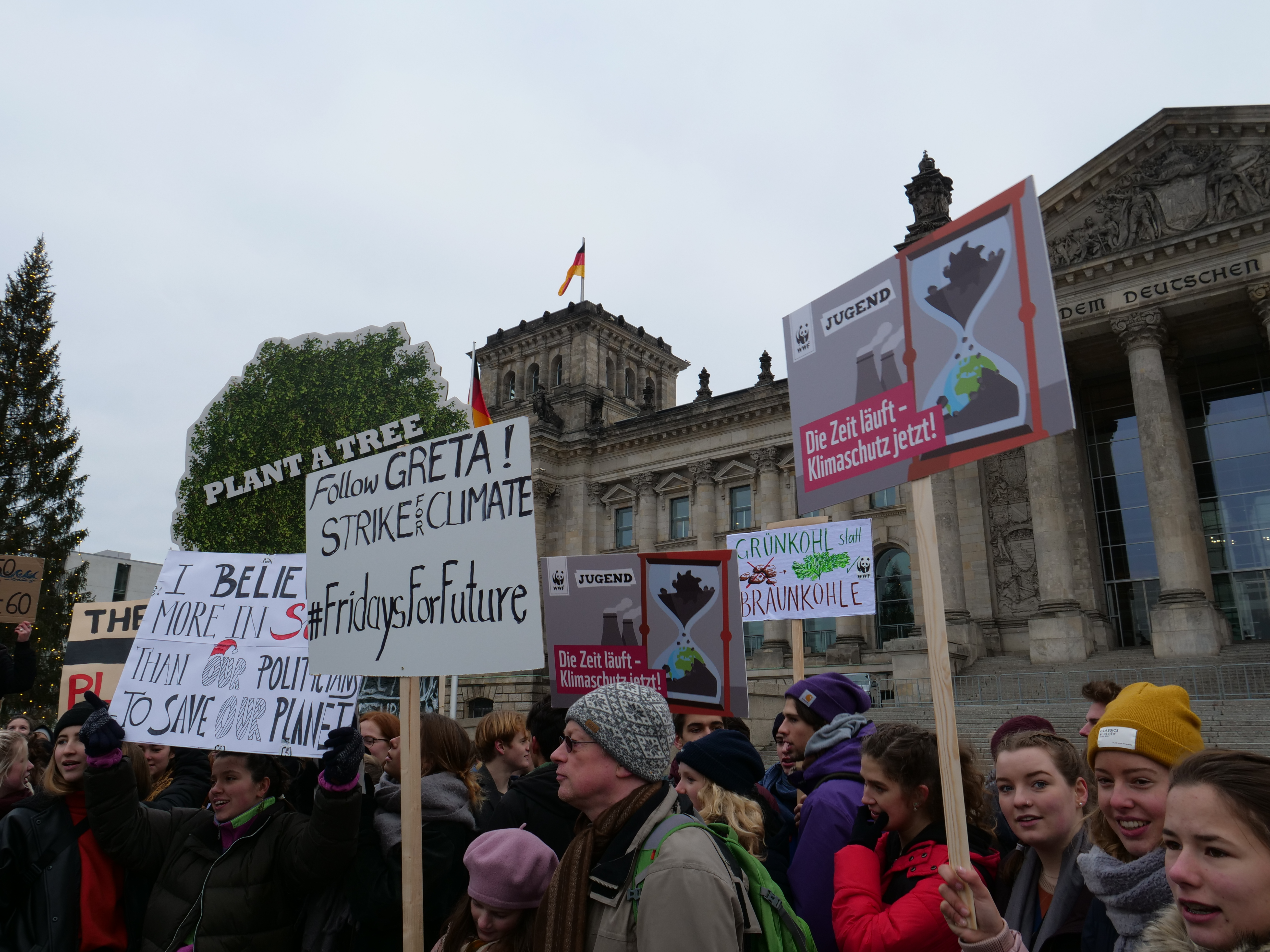
베를린의 기후를 위한 학교 파업 (2018)

국가별 기후변화에 대한 학교 파업자의 최대 수:1000 1000+ 10000+
100000+ 1000000+

이 절은 기후를 위한 학교 파업에서 발췌한 것이다.
기후를 위한 학교 파업(School Strike for Climate, 스웨덴어: Skolstrejk för klimatet)은 기후 변화를 막기 위한 정치 지도자들의 행동을 요구하고 화석 연료 산업을 재생 가능한 에너지로 전환하기 위한 시위에 참여하기 위해 금요일 수업을 생략하는 학교 학생들의 국제적인 움직임이다.
2018년 8월 스웨덴 학생 그레타 툰베리가 스웨덴 릭스다그(의회) 밖에서 "기후를 위한 학교 파업"이라고 쓰인 푯말을 들고 시위를 벌인 이후 홍보와 광범위한 조직화가 시작되었다.
2019년 3월 15일 글로벌 파업은 125개국에서 조직된 2,200개의 파업으로 100만 명 이상의 파업 참가자를 모았다.2019년 5월 24일, 두 번째 글로벌 파업에서는 150개국에서 1,600개의 시위가 발생하여 수십만 명의 파업 참가자를 모았다. 5월 시위는 2019년 유럽의회 선거와 동시에 진행되었다.
2019년 미래를 위한 글로벌 위크는 150개국 이상에서 9월 20일 금요일과 9월 27일 금요일에 집중된 4,500회의 파업이었다. 세계 역사상 가장 큰 규모의 기후 파업이었던 것으로 보이는 9월 20일의 파업은 약 400만 명의 시위자들을 모았는데, 그들 중 많은 이들은 독일의 140만 명을 포함하여 학생들이었다. 9월 27일, 이탈리아의 100만 명 이상의 시위자들과 캐나다의 수십만 명의 시위자들을 포함하여, 추정적으로 200만 명의 사람들이 전 세계적으로 시위에 참가했다.

### 청년기후운동
전세계의 청소년들은 기후 해결책을 위해 파업하고 옹호하고 자원하고 있다. SustainUS, Friday for Future, 그리고 Sunrise Movement와 같은 청소년 기후 행동 단체들은 젊은이들에게 회의에 참석하거나, 학교에서 파업하고 정치인들에게 과학자들의 말을 듣도록 압력을 가하거나, 녹색 일자리를 늘리고 투표권을 강화할 것을 요구하거나, 지도자들에게 책임을 물을 것을 요구했다.
2020년 유엔 사무총장은 전 세계적으로 청소년들이 요구하는 변화를 대변하기 위해 만나는 7명의 회원국을 선정하여 기후변화에 관한 글로벌 청소년 자문단을 발족하였다.
기후 친화적 행동 운동에 대한 청소년의 참여는 21세기에 크게 증가했고 지난 몇 년 동안 강화되었다. 청소년 기후 운동가들은 소셜 미디어 플랫폼을 현재의 환경 문제에 참여하고 시위하는 수단으로 사용했다. 그레타 툰베리가 2018년 스웨덴 의회 밖에서 시위함으로써 "기후를 위한 파업"이라는 청소년 운동을 시작한 후, 그녀는 트위터에 그녀의 여정을 기록했는데, 그곳에서 그녀는 자신의 대의를 홍보하고 사람들에게 행동을 촉구하기 위한 네트워크를 구축했다. 청소년 기후 운동은 전통적인 방식에서 소셜 미디어 플랫폼으로 이동하기 시작했고 그것은 미래에 계속될 것이다.
젊은 세대는 세계적 사건, 특히 기후 변화에 더 많은 관심을 기울이고 있다. 연구에 따르면 기후 변화는 나이 든 사람들보다 젊은 사람들 사이에서 더 큰 관심사이다. 18세에서 34세 사이의 미국인의 70% 이상이 지구 온난화에 대해 걱정하는 반면, 35세에서 54세 사이의 62%와 55세 이상의 56%는 지구 온난화에 대해 걱정한다. 코너는 유럽 국가들 전체에서, 젊은 사람들이 어른들과 비슷하거나 더 높은 수준의 우려를 가지고 있는 경향이 있고 더 높은 위험 인식을 가지고 있다고 주장한다. 젊은 세대는 학교에서 기후 변화에 대해 일반 교육을 통해 배웠을 가능성이 더 높으며, 기후 변화가 지구에 가져온 부정적인 영향을 인식하고 있다. 게다가, 그들은 또한 기후 변화를 더 큰 영향을 받을 것이기 때문에 자신과 관련이 있는 더 심각한 세계적 사건으로 보고, 따라서 기후 변화를 해결하는 데 앞장서야 한다.
팬데믹이 닥쳤을 때, 전 세계 대부분의 학교 파업 운동은 계속 열렸지만, 소셜 미디어 플랫폼(트위터, 페이스북 등)으로 더 많이 이동하여 참여율이 낮아졌다. 그러나 소셜 미디어에서의 청소년 기후 운동 참여는 계속해서 상승했다. 소셜 미디어는 청소년들이 아직 투표를 할 수 없고, 대면 참여에서 물류상의 한계에 직면하기 때문에 그들의 고민을 공유하고, 지식을 생성하고, 더 정치적으로 활동할 수 있는 출구를 제공했다.
그 연구는 그들의 연구에서 활동하는 활동가들이 다른 젊은이들과 다른 기후 변화 활동가들과의 연결감을 창조한다는 것을 발견했다. 그들은 보통 그들의 소셜 미디어 계정 프로필에 그들의 활동가 정체성을 게시한다. (예를 들어, 젊은 기후 활동가 #climatechange #climatestrike #youth movement). 그들이 공통적으로 공유하는 것은 그들이 강한 목소리를 가진 기후 활동가라는 자신을 보여줌으로써 다른 사람들이 그들의 지역 사회에서 같은 일을 하도록 영감을 주려고 노력한다는 것이다. 젊은 활동가들을 위한 전략은 다른 사람들에게 관련된 정체성을 만들고 인터넷에서 다른 사람들과 연결을 만들기 위해 그들 자신을 특정한 역할 안에 위치시키는 것이다. 그러므로, 그 활동가들이 어느 쪽을 지지할지에 관계없이, 그들은 공유된 방식으로 다른 사람들과 의사 소통하기 위한 매체로서 그들의 소셜 미디어를 활용하고 있다. 그들은 청소년 기후 운동에 참여하기 위해 전 세계의 다양한 지지자들을 끌어들이는 데 초점을 맞춘 중요한 역할을 하고 있다.
이 섹션은 청소년 기후 운동에서 발췌한 것이다
청소년 기후 운동(Youth Climate Movement) 또는 국제 청소년 기후 운동(International Youth Climate Movement, IYCM)은 기후 변화에 대한 긍정적인 행동을 취하기 위해 청소년들의 세대 운동에 영감을 주고 힘을 실어주며 동원하는 것을 집합적으로 목표로 하는 청소년 조직의 국제 네트워크를 말한다.
YOUNGO는 UNFCCC의 공식 아동·청소년 선거구로 구성원은 최대 35세이다. 이 그룹의 주요 업무 중 하나는 매년 열리는 UNFCCC 당사국 총회에서 관계자들에게 전달할 글로벌 청소년 입장문 초안을 작성하는 것이다.

### 2019년 글로벌 기후 파업

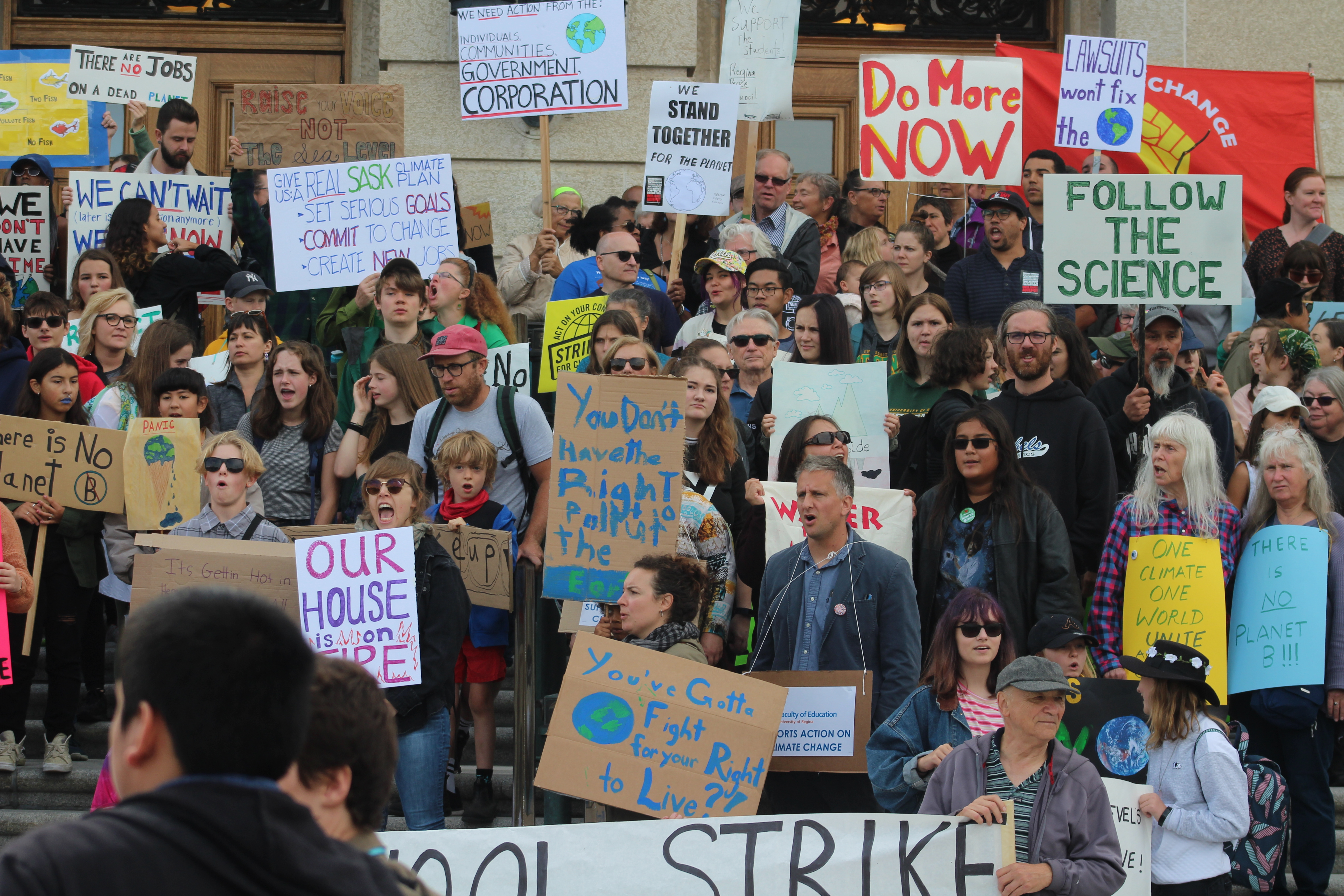
2019년 9월 기후 파업 중 하나

국가별로 2019년 9월 20일부터 27일까지 시위 참석자 숫: 1,000,000+ 100,000+ 10,000+ 1,000+ 100+ 소규모 시위, 숫자 불분명

이 섹션은 2019년 9월 기후 파업을 발췌한 것이다.
2019년 9월 기후 파업은 2019년 9월 20일부터 9월 27일까지 기후 변화를 해결하기 위한 조치를 취할 것을 요구하는 일련의 국제적인 파업이자 시위이다. 파업의 주요 날짜는 유엔 기후 정상 회의 3일 전인 9월 20일과 9월 27일이었다. 시위는 150개국의 4,500개 지점에서 발생했다. 이 행사는 스웨덴의 기후 운동가 그레타 툰베리에 의해 영감을 받은 기후 운동을 위한 금요일 학교 파업에서 비롯되었다. 가디언지는 시위의 많은 부분을 조직한 350.org는 760만 명이 참여했다고 주장하는 반면, 약 600만 명의 사람들이 이 행사에 참여했다고 보도했다.
9월 20일의 시위는 세계 역사상 가장 큰 규모의 기후 파업일 가능성이 높다. 주최 측은 독일의 140만 명 참가자를 포함하여 전 세계적으로 400만 명 이상의 사람들이 파업에 참여했다고 보고했 다. 약 30만 명의 시위자들이 호주의 파업에 참여했고, 추가적으로 30만 명의 사람들이 영국의 시위에 참여했으며 그레타 툰베리가 연설을 한 뉴욕의 시위자들은 약 25만 명에 달했다. 40개국의 2,000명 이상의 과학자들이 파업을 지지하기로 약속했다.
두 번째 항의 시위가 9월 27일에 발생했는데, 약 2백만 명의 사람들이 2,400개 이상의 시위에 참여했다. 이탈리아에서는 백만 명의 시위자들이, 뉴질랜드에서는 170,000명의 시위자들이 보고되었다. 그레타 툰베리가 연설한 몬트리올에서, 몬트리올 학교 이사회는 114,000명의 학생들의 수업을 취소했다. 여러 연방 당 지도자들을 포함하여 약 50만 명의 시위자들이 몬트리올에서 열린 행진에 참여했다.

### 2023년 기후 시위
추가 정보: 2023년 유엔 기후변화 회의
2023년 11월, 네덜란드에서 선거를 10일 앞두고 약 70,000명의 사람들이 네덜란드 암스테르담에서 기후 행진에 참여했다. 이는 네덜란드 역사상 가장 큰 기후 행진이었다.
2023년 유엔 기후변화협약 당사국총회에는 런던에서 열리는 기후행진을 포함한 많은 기후 시위가 예정되어 있다. 한 연구에 따르면 "세계 어떤 회사보다도 가장 큰 석유 및 가스 생산 확대를 계획하고 있다"는 석유회사 ADNOC의 대표인 동시에 이 협약은 많은 시위를 일으켰다.

## 같이 보기
- 기후변화에 대한 기업의 조치
- 기후행동
- 기후변화의 영향
- 환경운동
- 생태운동
- 환경적 인종차별
- 환경 시위 목록
- 여성 기후 과학자 및 활동가 목록